# Erland Zell
Eduard Otto Erland Zell, född 6 juli 1871 i Göteborgs Tyska församling, död 7 juli 1942 i Västra Frölunda församling i Göteborg, var en svensk spårvägsdirektör.
Zell, som var ingenjör, efterträdde 1903 J. Sigfrid Edström som direktör för Göteborgs spårvägar och innehade denna befattning till 1919. Han var 1903–21 medlem av Tekniska samfundet i Göteborg  och publicerade Spårvägarne i Lundby och till Lilla Torp. Föredrag i Tekniska Samfundet den 18 febr. 1918 (1919). 
Erland Zell var son till handlande Johan Otto Zell, bördig från Tyskland, och Josefina Serafia Miranda Erlandsson. Han var från 1920 gift med Emilie Louise Franziska Greum (1873–1920). Han ligger begravd på Östra kyrkogården i Göteborg.